# Andrea Celesti
Andrea Celesti, född 1637 i Venedig, död 1712 i Toscolano-Maderno, var en italiensk konstnär.
Celesti kan ses som en efterföljare till Luca Giordano. Han förde en mycket rörlig tillvaro, och var verksam i Venedig, Treviso, Brescia, Rovigo och Vicenza. Få av hans arbeten finns bevarade, hans stil kännetecknas av livaktig ljusskildring och en kolorism som anses ha varit av betydelse för Francesco Guardi.